# Kagekodamagge, Bhadravati
Kagekodamagge là một làng thuộc tehsil Bhadravati, huyện Shimoga, bang Karnataka, Ấn Độ.